# Segunda División de México 1975-76
La Temporada 1975-76 de la Segunda División de México fue el XXVII torneo de la historia de la segunda categoría del fútbol mexicano. El Club San Luis se proclamó campeón tras vencer al Tecnológico de Celaya en la serie final que se recuperó tras una temporada con otro sistema de definición de vencedor.

## Cambios
- Tecos UAG ascendió a Primera División.[3]
- Ciudad Madero había descendido desde el máximo circuito, pero no tomó parte de esta temporada al desaparecer antes de que diera inicio el nuevo ciclo.
- UAEM, Tapatío y Estudiantes de Querétaro ascendieron desde Tercera División.
- Club Acapulco, Iguala F.C. y Ciudad Sahagún descendieron a Tercera División.
- Pachuca se reincorporó a la liga luego de volver del año de permiso.

## Formato de competencia
Los veinticuatro equipos se dividen en cuatro grupos de ocho seis manteniendo los juegos entre los 24 en formato de todos contra todos a visita recíproca en 46 jornadas. Los dos primeros lugares de cada agrupación se clasifican a la liguilla en donde los ocho clubes se reparten en dos grupos de cuatro conjuntos siendo los líderes los que jugarán la final por el campeonato a visita recíproca.  Por su parte, el último lugar en puntaje descenderá directamente a la Tercera División, mientras que los equipos colocados en antepenúltimo y penúltimo lugar deberán jugar una promoción contra los clubes segundo y tercero en la tabla general del circuito inferior.

## Equipos participantes

### Equipos por Entidad Federativa
| Entidad Federativa | N.º | Equipos                                             |
| ------------------ | --- | --------------------------------------------------- |
| Guanajuato         | 4   | Celaya, Irapuato, Salamanca y Tecnológico de Celaya |
| Tamaulipas         | 3   | Tampico, U.A. Tamaulipas y Victoria                 |
| Estado de México   | 2   | Naucalpan y UAEM                                    |
| Jalisco            | 2   | Nacional y Tapatío                                  |
| Michoacán          | 2   | La Piedad y Morelia                                 |
| Coahuila           | 1   | Saltillo                                            |
| Guerrero           | 1   | Inter Acapulco                                      |
| Hidalgo            | 2   | Atlético Tepeji y Pachuca                           |
| Morelos            | 1   | Cuautla                                             |
| Nayarit            | 1   | Universidad de Nayarit                              |
| Puebla             | 1   | Nuevo Necaxa                                        |
| Querétaro          | 2   | Estudiantes de Querétaro y Querétaro                |
| San Luis Potosí    | 1   | San Luis                                            |
| Veracruz           | 1   | Córdoba                                             |

### Información sobre los equipos participantes
| Equipo                 | Ciudad                           | Estadio                               |
| ---------------------- | -------------------------------- | ------------------------------------- |
| Atlético Morelia       | Morelia, Michoacán               | Venustiano Carranza                   |
| Atlético Tepeji        | Tepeji del Río, Hidalgo          | Tepeji Revolución Mexicana            |
| Celaya                 | Celaya, Guanajuato               | Miguel Alemán Valdés                  |
| Córdoba                | Córdoba, Veracruz                | Rafael Murillo Vidal                  |
| Cuautla                | Cuautla, Morelos                 | Isidro Gil Tapia                      |
| Estudiantes Querétaro  | Santiago de Querétaro, Querétaro | Municipal de Querétaro                |
| Inter Acapulco         | Acapulco, Guerrero               | Unidad Deportiva Acapulco             |
| Irapuato               | Irapuato, Guanajuato             | Irapuato                              |
| La Piedad              | La Piedad, Michoacán             | Juan N. López                         |
| Nacional               | Guadalajara, Jalisco             | Tecnológico UDG                       |
| Naucalpan              | Naucalpan, Estado de México      | Unidad Cuauhtémoc                     |
| Nuevo Necaxa           | Nuevo Necaxa, Puebla             | 14 de Diciembre                       |
| Pachuca                | Pachuca, Hidalgo                 | Revolución Mexicana                   |
| Querétaro              | Santiago de Querétaro, Querétaro | Municipal de Querétaro                |
| Salamanca              | Salamanca, Guanajuato            | El Molinito                           |
| Saltillo               | Saltillo, Coahuila               | Francisco I. Madero                   |
| San Luis               | San Luis Potosí, S.L.P.          | Plan de San Luis                      |
| Tampico                | Tampico, Tamaulipas              | Tamaulipas                            |
| Tapatío                | Guadalajara, Jalisco             | Casa Club Guadalajara                 |
| Tecnológico de Celaya  | Celaya, Guanajuato               | Miguel Alemán Valdés                  |
| U.A.E.M.               | Toluca, Estado de México         | Universitario Alberto "Chivo" Córdoba |
| U.A. de Tamaulipas     | Ciudad Victoria, Tamaulipas      | Marte R. Gómez                        |
| Universidad de Nayarit | Tepic, Nayarit                   | Nicolás Álvarez Ortega                |
| Victoria               | Ciudad Victoria, Tamaulipas      | Marte R. Gómez                        |

## Grupos

### Grupo 1
| Pos. | Equipo           | Pts. | PJ | G  | E  | P  | GF | GC  | Dif. | Clasificación               |
| ---- | ---------------- | ---- | -- | -- | -- | -- | -- | --- | ---- | --------------------------- |
| 1    | Atlético Morelia | 57   | 46 | 22 | 13 | 11 | 79 | 49  | +30  | Cuadrangular de la liguilla |
| 2    | Córdoba          | 45   | 46 | 17 | 11 | 18 | 69 | 64  | +5   | Cuadrangular de la liguilla |
| 3    | Querétaro        | 39   | 46 | 13 | 13 | 20 | 46 | 45  | +1   |                             |
| 4    | Pachuca          | 38   | 46 | 13 | 12 | 21 | 61 | 81  | −20  |                             |
| 5    | Saltillo         | 36   | 46 | 13 | 10 | 23 | 67 | 100 | −33  |                             |
| 6    | Cuautla          | 29   | 46 | 10 | 9  | 27 | 39 | 93  | −54  |                             |

 Fuente: RSSSF

### Grupo 2
| Pos. | Equipo                | Pts. | PJ | G  | E  | P  | GF | GC | Dif. | Clasificación               |
| ---- | --------------------- | ---- | -- | -- | -- | -- | -- | -- | ---- | --------------------------- |
| 1    | Naucalpan             | 56   | 46 | 21 | 14 | 11 | 72 | 49 | +23  | Cuadrangular de la liguilla |
| 2    | Irapuato              | 55   | 46 | 22 | 11 | 13 | 79 | 40 | +39  | Cuadrangular de la liguilla |
| 3    | Tapatío               | 51   | 46 | 18 | 15 | 13 | 63 | 53 | +10  |                             |
| 4    | Nacional              | 49   | 46 | 19 | 11 | 16 | 52 | 58 | −6   |                             |
| 5    | Celaya                | 32   | 46 | 7  | 18 | 21 | 42 | 72 | −30  |                             |
| 6    | Inter de Acapulco (D) | 27   | 46 | 9  | 9  | 28 | 46 | 90 | −44  | Descenso de categoría       |

 Fuente: RSSSF

### Grupo 3
| Pos. | Equipo                   | Pts. | PJ | G  | E  | P  | GF | GC | Dif. | Clasificación               |
| ---- | ------------------------ | ---- | -- | -- | -- | -- | -- | -- | ---- | --------------------------- |
| 1    | San Luis (C)             | 69   | 46 | 29 | 11 | 6  | 87 | 35 | +52  | Cuadrangular de la liguilla |
| 2    | Estudiantes de Querétaro | 56   | 46 | 22 | 12 | 12 | 69 | 50 | +19  | Cuadrangular de la liguilla |
| 3    | Tampico                  | 52   | 46 | 19 | 14 | 13 | 67 | 53 | +14  |                             |
| 4    | Universidad de Nayarit   | 46   | 46 | 19 | 8  | 19 | 66 | 60 | +6   |                             |
| 5    | Ciudad Victoria          | 46   | 46 | 17 | 12 | 17 | 58 | 58 | 0    |                             |
| 6    | Salamanca                | 39   | 46 | 12 | 15 | 19 | 47 | 65 | −18  |                             |

 Fuente: RSSSF

### Grupo 4
| Pos. | Equipo                | Pts. | PJ | G  | E  | P  | GF | GC | Dif. | Clasificación               |
| ---- | --------------------- | ---- | -- | -- | -- | -- | -- | -- | ---- | --------------------------- |
| 1    | Tecnológico de Celaya | 60   | 46 | 27 | 6  | 13 | 90 | 61 | +29  | Cuadrangular de la liguilla |
| 2    | Atlético Tepeji       | 55   | 46 | 20 | 15 | 11 | 62 | 46 | +16  | Cuadrangular de la liguilla |
| 3    | Nuevo Necaxa          | 54   | 46 | 21 | 12 | 13 | 68 | 52 | +16  |                             |
| 4    | UAEM                  | 50   | 46 | 19 | 12 | 15 | 71 | 63 | +8   |                             |
| 5    | La Piedad             | 33   | 46 | 11 | 11 | 24 | 46 | 68 | −22  |                             |
| 6    | Correcaminos UAT      | 30   | 46 | 9  | 12 | 25 | 55 | 96 | −41  |                             |

 Fuente: RSSSF

## Tabla General
| Pos. | Equipo                   | Pts. | PJ | G  | E  | P  | GF | GC  | Dif. | Clasificación               |
| ---- | ------------------------ | ---- | -- | -- | -- | -- | -- | --- | ---- | --------------------------- |
| 1    | San Luis (C)             | 69   | 46 | 29 | 11 | 6  | 87 | 35  | +52  | Cuadrangular de la liguilla |
| 2    | Tecnológico de Celaya    | 60   | 46 | 27 | 6  | 13 | 90 | 61  | +29  | Cuadrangular de la liguilla |
| 3    | Atlético Morelia         | 57   | 46 | 22 | 13 | 11 | 79 | 49  | +30  | Cuadrangular de la liguilla |
| 4    | Naucalpan                | 56   | 46 | 21 | 14 | 11 | 72 | 49  | +23  | Cuadrangular de la liguilla |
| 5    | Estudiantes de Querétaro | 56   | 46 | 22 | 12 | 12 | 69 | 50  | +19  | Cuadrangular de la liguilla |
| 6    | Irapuato                 | 55   | 46 | 22 | 11 | 13 | 79 | 40  | +39  | Cuadrangular de la liguilla |
| 7    | Atlético Tepeji          | 55   | 46 | 20 | 15 | 11 | 62 | 46  | +16  | Cuadrangular de la liguilla |
| 8    | Nuevo Necaxa             | 54   | 46 | 21 | 12 | 13 | 68 | 52  | +16  |                             |
| 9    | Tampico                  | 52   | 46 | 19 | 14 | 13 | 67 | 53  | +14  |                             |
| 10   | Tapatío                  | 51   | 46 | 18 | 15 | 13 | 63 | 53  | +10  |                             |
| 11   | UAEM                     | 50   | 46 | 19 | 12 | 15 | 71 | 63  | +8   |                             |
| 12   | Nacional                 | 49   | 46 | 19 | 11 | 16 | 52 | 58  | −6   |                             |
| 13   | Universidad de Nayarit   | 46   | 46 | 19 | 8  | 19 | 66 | 60  | +6   |                             |
| 14   | Ciudad Victoria          | 46   | 46 | 17 | 12 | 17 | 58 | 58  | 0    |                             |
| 15   | Córdoba                  | 45   | 46 | 17 | 11 | 18 | 69 | 64  | +5   | Cuadrangular de la liguilla |
| 16   | Querétaro                | 39   | 46 | 13 | 13 | 20 | 46 | 45  | +1   |                             |
| 17   | Salamanca                | 39   | 46 | 12 | 15 | 19 | 47 | 65  | −18  |                             |
| 18   | Pachuca                  | 38   | 46 | 13 | 12 | 21 | 61 | 81  | −20  |                             |
| 19   | Saltillo                 | 36   | 46 | 13 | 10 | 23 | 67 | 100 | −33  |                             |
| 20   | La Piedad                | 33   | 46 | 11 | 11 | 24 | 46 | 68  | −22  |                             |
| 21   | Celaya                   | 32   | 46 | 7  | 18 | 21 | 42 | 72  | −30  |                             |
| 22   | Correcaminos UAT         | 30   | 46 | 9  | 12 | 25 | 55 | 96  | −41  |                             |
| 23   | Cuautla                  | 29   | 46 | 10 | 9  | 27 | 39 | 93  | −54  |                             |
| 24   | Inter de Acapulco (D)    | 27   | 46 | 9  | 9  | 28 | 46 | 90  | −44  | Descenso de categoría       |

 Fuente: RSSSF

## Resultados
| Local \ Visitante | ATP | CEL | COR | CUA | EST | INT | IRA | LPD | MOR | NAC | NAU | NEC | PAC | QUE | SAL | SAT | SNL | TAM | TAP | TEC | UEM | UAT | UDN | VIC |
| ----------------- | --- | --- | --- | --- | --- | --- | --- | --- | --- | --- | --- | --- | --- | --- | --- | --- | --- | --- | --- | --- | --- | --- | --- | --- |
| Atlético Tepeji   | —   | 0–0 | 2–2 | 4–0 | 1–1 | 1–0 | 0–0 | 1–0 | 2–1 | 0–1 | 2–0 | 0–0 | 1–2 | 1–0 | 2–1 | 6–2 | 1–1 | 1–0 | 2–2 | 0–1 | 2–1 | 2–1 | 0–0 | 2–1 |
| Celaya            | 1–1 | —   | 3–2 | 1–1 | 0–1 | 2–1 | 1–1 | 3–2 | 0–0 | 2–2 | 2–3 | 0–1 | 0–0 | 1–1 | 1–1 | 1–1 | 1–1 | 2–0 | 2–2 | 2–2 | 2–0 | 2–2 | 0–1 | 0–1 |
| Córdoba           | 1–0 | 2–0 | —   | 4–2 | 0–1 | 3–1 | 0–1 | 1–0 | 1–1 | 0–0 | 0–0 | 1–1 | 1–0 | 2–1 | 2–2 | 6–2 | 5–0 | 0–1 | 4–1 | 3–2 | 0–1 | 2–1 | 3–0 | 2–3 |
| Cuautla           | 0–1 | 1–0 | 0–1 | —   | 0–3 | 0–1 | 1–2 | 2–1 | 1–1 | 1–0 | 1–0 | 0–0 | 0–0 | 1–4 | 2–1 | 0–1 | 0–3 | 2–1 | 1–1 | 2–3 | 1–2 | 3–3 | 2–0 | 1–0 |
| Estudiantes Qro.  | 2–1 | 3–0 | 4–1 | 2–0 | —   | 3–1 | 0–0 | 2–2 | 0–0 | 2–1 | 2–1 | 0–1 | 2–3 | 2–1 | 2–1 | 4–0 | 1–1 | 2–1 | 2–0 | 1–3 | 0–1 | 2–0 | 1–1 | 3–1 |
| Inter Acapulco    | 1–0 | 0–0 | 1–1 | 0–2 | 1–3 | —   | 2–1 | 1–1 | 2–1 | 1–0 | 0–2 | 1–0 | 1–1 | 0–1 | 1–3 | 4–1 | 0–2 | 1–4 | 1–3 | 2–2 | 1–1 | 0–0 | 1–2 | 2–2 |
| Irapuato          | 3–1 | 1–0 | 2–1 | 2–0 | 6–1 | 4–0 | —   | 3–1 | 3–2 | 3–0 | 2–2 | 4–0 | 3–0 | 3–0 | 4–0 | 5–0 | 2–0 | 0–0 | 0–0 | 3–4 | 1–2 | 5–0 | 3–0 | 2–1 |
| La Piedad         | 2–1 | 0–0 | 1–2 | 4–1 | 0–1 | 2–1 | 1–0 | —   | 0–1 | 0–1 | 0–1 | 0–1 | 2–1 | 0–0 | 3–2 | 3–0 | 0–0 | 2–1 | 1–0 | 1–3 | 1–3 | 2–2 | 0–2 | 0–0 |
| Morelia           | 4–1 | 2–1 | 1–0 | 3–0 | 2–0 | 3–0 | 0–0 | 2–2 | —   | 6–1 | 2–1 | 4–0 | 2–1 | 1–1 | 1–1 | 2–1 | 0–1 | 4–0 | 2–1 | 1–0 | 2–0 | 5–2 | 3–2 | 2–1 |
| Nacional          | 1–2 | 3–2 | 3–1 | 2–1 | 0–0 | 1–0 | 1–0 | 0–0 | 1–0 | —   | 1–0 | 1–0 | 1–0 | 1–1 | 3–1 | 1–1 | 2–4 | 2–0 | 2–2 | 0–0 | 3–2 | 5–0 | 0–0 | 0–1 |
| Naucalpan         | 2–2 | 5–2 | 1–0 | 1–1 | 2–0 | 4–0 | 2–0 | 4–2 | 0–1 | 3–1 | —   | 2–1 | 0–3 | 1–1 | 3–1 | 2–0 | 2–0 | 0–0 | 1–0 | 3–3 | 1–1 | 4–1 | 1–0 | 2–0 |
| Nuevo Necaxa      | 2–1 | 3–1 | 2–1 | 3–0 | 1–1 | 5–1 | 0–0 | 3–1 | 2–2 | 4–1 | 2–1 | —   | 6–1 | 1–2 | 1–0 | 2–1 | 1–1 | 2–2 | 2–1 | 3–1 | 3–1 | 1–2 | 2–1 | 3–1 |
| Pachuca           | 2–0 | 1–0 | 2–2 | 3–3 | 3–2 | 3–0 | 1–1 | 1–1 | 1–3 | 4–0 | 0–3 | 2–0 | —   | 0–2 | 1–1 | 1–2 | 1–2 | 4–3 | 1–1 | 0–0 | 0–1 | 1–3 | 4–1 | 2–0 |
| Querétaro         | 1–1 | 0–0 | 0–2 | 1–0 | 0–0 | 2–1 | 1–0 | 2–0 | 2–1 | 1–2 | 1–1 | 0–0 | 5–0 | —   | 0–1 | 1–2 | 0–1 | 4–0 | 1–1 | 0–1 | 1–0 | 4–0 | 0–1 | 0–1 |
| Salamanca         | 0–2 | 0–0 | 1–1 | 1–2 | 0–0 | 1–2 | 1–0 | 2–1 | 2–1 | 1–0 | 1–1 | 1–2 | 1–0 | 2–0 | —   | 2–1 | 2–2 | 1–1 | 2–0 | 3–2 | 1–1 | 1–1 | 2–1 | 0–1 |
| Saltillo          | 1–2 | 2–3 | 5–1 | 2–2 | 3–1 | 3–2 | 1–0 | 2–3 | 3–2 | 0–1 | 3–3 | 0–0 | 3–1 | 2–1 | 2–0 | —   | 1–1 | 1–1 | 2–1 | 2–3 | 1–1 | 2–2 | 0–3 | 0–0 |
| San Luis          | 0–1 | 4–0 | 1–0 | 6–0 | 1–0 | 3–0 | 4–1 | 2–0 | 1–1 | 4–0 | 2–0 | 1–0 | 2–1 | 3–0 | 1–0 | 4–2 | —   | 2–1 | 2–0 | 2–0 | 2–0 | 5–0 | 3–0 | 2–0 |
| Tampico           | 1–4 | 6–1 | 1–1 | 3–1 | 1–0 | 1–0 | 0–0 | 3–0 | 1–1 | 0–0 | 2–2 | 2–2 | 3–0 | 1–0 | 0–0 | 3–2 | 3–0 | —   | 4–1 | 3–1 | 3–0 | 2–0 | 0–1 | 2–1 |
| Tapatío           | 1–1 | 1–0 | 4–2 | 4–0 | 2–1 | 0–0 | 2–1 | 2–0 | 1–1 | 1–2 | 1–2 | 0–0 | 1–0 | 1–0 | 5–1 | 4–0 | 0–0 | 0–0 | —   | 1–0 | 2–2 | 3–1 | 3–0 | 1–1 |
| Tec Celaya        | 0–2 | 1–2 | 1–1 | 1–0 | 0–2 | 2–0 | 1–3 | 2–1 | 2–1 | 4–1 | 1–0 | 3–2 | 2–0 | 1–0 | 1–0 | 4–0 | 2–4 | 2–0 | 6–1 | —   | 3–0 | 3–1 | 2–0 | 6–1 |
| UAEM              | 3–3 | 3–1 | 2–0 | 7–0 | 1–1 | 3–2 | 0–2 | 1–1 | 3–0 | 1–0 | 2–3 | 2–0 | 3–1 | 2–1 | 0–0 | 4–1 | 0–0 | 0–1 | 0–1 | 3–2 | —   | 1–2 | 2–1 | 3–2 |
| UAT               | 0–1 | 2–0 | 0–3 | 4–0 | 3–5 | 3–1 | 2–0 | 1–2 | 2–1 | 0–3 | 0–0 | 1–2 | 2–2 | 0–0 | 2–2 | 4–3 | 0–3 | 1–2 | 0–2 | 1–2 | 2–2 | —   | 0–0 | 0–1 |
| U. de Nayarit     | 1–1 | 4–0 | 1–0 | 2–0 | 1–2 | 4–3 | 0–0 | 3–0 | 1–2 | 1–0 | 2–0 | 2–1 | 7–1 | 2–2 | 5–0 | 1–3 | 0–2 | 2–2 | 0–1 | 1–2 | 5–2 | 1–0 | —   | 2–0 |
| Ciudad Victoria   | 0–0 | 1–0 | 5–1 | 4–1 | 1–1 | 2–3 | 4–2 | 1–0 | 1–1 | 1–1 | 0–0 | 1–0 | 2–2 | 1–0 | 1–0 | 2–0 | 1–1 | 0–1 | 0–1 | 2–3 | 1–1 | 3–1 | 4–1 | —   |

## Liguilla por el título

### Grupo A
| Pos. | Equipo                   | Pts. | PJ | G | E | P | GF | GC | Dif. | Clasificación     |
| ---- | ------------------------ | ---- | -- | - | - | - | -- | -- | ---- | ----------------- |
| 1    | San Luis                 | 9    | 6  | 4 | 1 | 1 | 11 | 5  | +6   | Acceso a la final |
| 2    | Atlético Morelia         | 7    | 6  | 2 | 3 | 1 | 6  | 4  | +2   |                   |
| 3    | Córdoba                  | 6    | 6  | 3 | 0 | 3 | 7  | 7  | 0    |                   |
| 4    | Estudiantes de Querétaro | 2    | 6  | 0 | 2 | 4 | 3  | 11 | −8   |                   |

 Fuente: RSSSF

#### Resultados
| Local \ Visitante | COR | EST | MOR | SNL |
| ----------------- | --- | --- | --- | --- |
| Córdoba           | —   | 3–0 | 0–2 | 0–2 |
| Estudiantes Qro.  | 0–1 | —   | 0–0 | 0–1 |
| Morelia           | 2–1 | 1–1 | —   | 0–0 |
| San Luis          | 1–2 | 5–2 | 2–1 | —   |

### Grupo B
| Pos. | Equipo                | Pts. | PJ | G | E | P | GF | GC | Dif. | Clasificación     |
| ---- | --------------------- | ---- | -- | - | - | - | -- | -- | ---- | ----------------- |
| 1    | Tecnológico de Celaya | 7    | 6  | 3 | 1 | 2 | 7  | 4  | +3   | Acceso a la final |
| 2    | Irapuato              | 7    | 6  | 3 | 1 | 2 | 11 | 9  | +2   |                   |
| 3    | Naucalpan             | 6    | 6  | 3 | 0 | 3 | 7  | 8  | −1   |                   |
| 4    | Atlético Tepeji       | 4    | 6  | 2 | 0 | 4 | 8  | 12 | −4   |                   |

 Fuente: RSSSF
     Clasifica a la final de Segunda División

#### Resultados
| Local \ Visitante | ATP | IRA | NAU | TEC |
| ----------------- | --- | --- | --- | --- |
| Atlético Tepeji   | —   | 3–1 | 1–2 | 1–0 |
| Irapuato          | 6–2 | —   | 1–0 | 1–1 |
| Naucalpan         | 2–1 | 1–2 | —   | 2–0 |
| Tec. Celaya       | 1–0 | 3–1 | 3–0 | —   |

### Final
La serie final del torneo enfrentó a los equipos del Tecnológico de Celaya y el Club San Luis. Siendo la ida en territorio potosino y la vuelta en Celaya.
| 14 de julio de 1976 | San Luis     | 1:0 (0:0) | Tecnológico de Celaya | Estadio Plan de San Luis, San Luis Potosí |  |
|                     | Castillo 67' |           |                       |                                           |  |

| 18 de julio de 1976                                                                   | Tecnológico de Celaya    | 2:2 (0:0; 2:1) | San Luis                      | Estadio Miguel Alemán Valdés, Celaya |                                     |
|                                                                                       | Murguía 48' · Oviedo 89' |                | Arciniegas 70' · Castillo 95' | Árbitro(s): Enrique Mendoza Guillén  | Árbitro(s): Enrique Mendoza Guillén |
| San Luis campeón de la Temporada 1975-76 y asciende a la Primera División. Global 2-3 |                          |                |                               |                                      |                                     |

|                               |
| San Luis Campeón 2.do título. |